# Équipe de France de football en 1956
Chronologie
Saison précédente Saison suivante
Cet article traite de l'année 1956 de l'équipe de France de football.
- L'équipe de France enchaîne les bons résultats et parvient à se qualifier pour la Coupe du monde 1958 en Suède.
- Thadée Cisowski réalise un quintuplé contre la  Belgique, le deuxième dans l'histoire de l'équipe de France après celui d'Eugène Maës en 1913.
- Jean Rigal démissionne du Comité de Sélection.

## Les matchs
| Date             | Stade                                           | Adversaire       | Score | Comp | Buteurs français                                   |
| 15 février 1956  | Communale Bologne, Italie                       | Italie           | D 0-2 | A    | -                                                  |
| 25 mars 1956     | Stade olympique Yves-du-Manoir Colombes, France | Autriche         | V 3-1 | A    | Leblond (15e), Vincent (30e), Piantoni (68e)       |
| 7 octobre 1956   | Stade olympique Yves-du-Manoir Colombes, France | Hongrie          | D 1-2 | A    | Cisowski (51e)                                     |
| 21 octobre 1956  | Stade olympique Yves-du-Manoir Colombes, France | Union soviétique | V 2-1 | A    | Tellechéa (46e), Vincent (54e).                    |
| 11 novembre 1956 | Stade olympique Yves-du-Manoir Colombes, France | Belgique         | V 6-3 | QCM  | Cisowski (13e, 15e, 44e, 72e, 88e), Vincent (18e). |

A : match amical. QCM : match qualificatif pour la Coupe du monde 1958.

## Les joueurs
| Joueurs                                                          |    |     |    |     |    |
| Gardiens de but                                                  |    |     |    |     |    |
| François Remetter (FC Sochaux)                                   | 90 | 90  | 90 | 90  | 90 |
| Défenseurs                                                       |    |     |    |     |    |
| Robert Jonquet (Stade de Reims)                                  | 90 | 90  | 90 | 90  | 90 |
| Roger Marche (RC Paris)                                          | 90 | 90  | 90 | 32  | 90 |
| Xercès Louis (RC Lens) (dernières sélections)                    | 90 | 90  |    | 90  | 90 |
| Raymond Kaelbel (RC Strasbourg/AS Monaco)                        |    | 90  | 90 | 90  | 90 |
| Joseph Tellechéa (FC Sochaux) (2d sélection)                     |    |     |    | r58 |    |
| Milieux                                                          |    |     |    |     |    |
| Jean-Jacques Marcel (Olympique de Marseille)                     | 90 | 90  | 90 | 90  | 90 |
| Armand Penverne (Stade de Reims) (19e sélection)                 | 90 |     |    |     |    |
| Roger Scotti (Olympique de Marseille) (2d et dernière sélection) |    |     | 90 |     |    |
| Attaquants                                                       |    |     |    |     |    |
| Roger Piantoni (FC Nancy)                                        | 90 | 90  | 90 | 90  | 90 |
| Michel Leblond (Stade de Reims)                                  | 90 | 90  |    |     |    |
| Jacques Foix (AS Saint-Étienne) (2 dernières sélections)         | 90 | 29  |    |     |    |
| René Bliard (Stade de Reims) (5e sélection)                      | 90 |     |    |     |    |
| Raymond Kopa (Stade de Reims) (24e sélection)                    | 90 |     |    |     |    |
| Jean Vincent (Lille OSC/Stade de Reims)                          |    | 90  | 90 | 90  | 90 |
| Jean Hédiart (FC Nancy) (1re et dernière sélection)              |    | 90  |    |     |    |
| Léon Deladerrière (FC Nancy) (7e sélection)                      |    | r61 |    |     |    |
| Thadée Cisowski (RC Paris)                                       |    |     | 90 | 90  | 90 |
| Pierre Grillet (RC Paris)                                        |    |     | 90 | 90  |    |
| Just Fontaine (Stade de Reims) (2d sélection)                    |    |     | 90 |     |    |
| Rachid Mekloufi (AS Saint-Étienne) (1re sélection)               |    |     |    | 90  | 90 |
| Maryan Wisnieski (RC Lens) (2d sélection)                        |    |     |    |     | 90 |